# Oliveridia hugginsi
Oliveridia hugginsi is een muggensoort uit de familie van de dansmuggen (Chironomidae). De wetenschappelijke naam van de soort is voor het eerst geldig gepubliceerd in 1987 door Ferrington and Saether.